# جمهورية كندا السفلى
كانت جمهورية كندا السفلى دولة انفصالية أُعلنت عقب تمردات عام 1837-1838. كانت هزيمة التمرد تعني أن الدولة لا يمكن أبدًا أن تقوم بشكل صحيح.

## التاريخ

### الأصول
ولأنها مستعمرة بريطانية منذ عام 1760، تم تقسيم كندا إلى كيانين متميزين في عام 1791: كندا السفلى، التي سكنها بشكل أساسي أحفاد مستعمري فرنسا الجديدة، وكندا العليا، التي سكنها بشكل أساسي المستعمرون البريطانيون والموالون الأمريكيون الذين نصبوا أنفسهم كلاجئين من الثورة الأمريكية. كان لكل كيان مجلسه المنتخب.
كان الفرنكوفونيون، الذين كانوا يشكلون الأغلبية في كندا السفلى، يرغبون في اتخاذ قرارات مهمة بشأن إدارة المستعمرة بأيديهم. ومع ذلك، ظهر إحباط هائل لأن التجمع سرعان ما اقتصر على دور جمالي، ختم مطاطي؛ تركزت السلطة التشريعية والتنفيذية الحقيقية في يد الحاكم العام، الذي اختارته لندن، والذي غالبًا ما أساء فهم أو قلل من شأن مصالح شعب كندا السفلى، والتي كانت في بعض الأحيان متناقضة مع مصالح السلطات الاستعمارية البريطانية.
الوضع السياسي غير المستقر، والافتقار إلى المسؤولية الوزارية الفردية للحكومة الاستعمارية؛ بالإضافة إلى الأزمة الاقتصادية واستقلال الولايات المتحدة مؤخرًا ودول أمريكا اللاتينية، قاد سكان كندا السفلى، في خريف عام 1837، إلى تمردات كندا السفلى. سرعان ما هزم الجيش البريطاني الجنود الوطنيين ذوي التسليح الضعيف وغير المدربين والذين يفوق عددهم عددًا. التمس الناجون اللجوء في الولايات المتحدة.

### المؤسسون الاوائل
في 2 يناير 1838، اجتمع روبرت نيلسون وعدد كبير من اللاجئين مثل لويس جوزيف بابينو وأوكالاغان وشارتير ورودير ومالهيوت وكوتي وبوثيلييه ودافينيون وجانيون في ميدلبوري في فيرمونت للتخطيط لغزو عسكري لكندا السفلى. صوّت الوطنيون الحاضرون لصالح التشكيل السريع لحكومة مؤقتة وشنوا هجومًا من أمن الولايات المتحدة. فيما صوّت البعض ضد هذا المشروع، مثل بابينو، الذي رأى أنه محكوم عليه بالفشل منذ البداية دون مساعدة قوة عسكرية مثل الولايات المتحدة أو فرنسا. أدى هذا إلى بعض الخلاف بين الزعيمين المتمردين.

### إعلان الاستقلال وغزوات 1838
تمت محاولة الغزو الأول لكندا السفلى في 28 فبراير 1838. غادر المتمردين الستة إلى السبعمائة بقيادة الطبيبين كوتي ونيلسون، فيرمونت بهدف عبور الحدود. سرعان ما وصلوا إلى معسكر يقع على بعد 1.5 كيلومتر تقريبًا من الحدود، ومُنح روبرت نيلسون رتبة جنرال في الجيش وانتخب رئيسًا لجمهورية كندا السفلى، ثم قرأ نيلسون إعلان استقلال كندا السفلى، والذي كان تقدميًا جدًا في ذلك الوقت. تم إعلان كندا السفلى من جانب واحد جمهوريةً مستقلة وأعلن أن شعبها قد تبرأ من الولاء للتاج البريطاني. تمتعت الدولة بأحكام مثل الفصل بين الكنيسة والدولة، وحقوق متساوية لجميع المواطنين، وإلغاء نظام الإقطاع الإقطاعي، وإلغاء عقوبة الإعدام، والسماح بحرية الصحافة، وأبرزها المساواة بين اللغتين الفرنسية والإنجليزية بما في ذلك ثنائية اللغة الرسمية.
لسوء حظ المتمردين، تعرضوا للهزيمة بسرعة من قبل الجيش البريطاني، فيما قررت الحكومة الأمريكية، بعد أن شعرت بالضغط البريطاني، البقاء على الحياد، وعدم السماح بخروج مثل هذا الغزو من أراضيها. تم القبض على نيلسون وكوتي على الحدود واتهموا بانتهاك الحياد، ثم أطلق سراحهما. لقد أخذَا هذا كدرس في التنظيم والسرية، مشيرين إلى أنهما لا يمكنهما أبدًا أن يأملَا في مواكبة الجيش البريطاني في حرب مفتوحة بأعدادهم ومواردهم الصغيرة. أدى ذلك إلى إنشاء منظمة حرب العصابات تسمى Frères chasseurs تحت ستار نادي الصيد، بهدف الإطاحة بحكومتي كندا العليا والسفلى وإقامة مؤسسات جمهورية ديمقراطية ذات سيادة في مكانها. كان تنظيم المنظمة هرميًا وكان يقودها «النسر العظيم» (أي ما يعادل اللواء والذي قاد «النسور» الذين يمثل كل منهم منطقة في المحافظة ويقود مجموعة. اختار «النسور» رجلين على أنهما «القنادس» (أي ما يعادل القبطان) الذي كان لكل منهما بموجب أوامره 5 «أحذية ثلجية» (عريف). قاد كل من «حذاء الثلوج» 9 رجال بلقب «الصيادين». تم تمويل المنظمة من قبل أنصارها في كندا السفلى والولايات المتحدة. بدأت الشائعات الجامحة تنتشر فيما يتعلق بالقوة العددية للمتمردين. تحدث جون كولبورن عن عشرات الآلاف، ويعتقد آخرون أن كل أبرشية في كندا السفلى لديها مكتب تجنيد خاص بها.
تم التخطيط لانتفاضة في 3 نوفمبر 1838. في ذلك اليوم تجمع المتمردون على طول الحدود في لاكولي ونابيرفيل وتشاتوغيه. لم تنتظر بعض الجماعات التي نفد صبرها أوامر نيلسون وبدأت في الهجوم الجزئي. في بوأرنوا أستولت مجموعة من seiugneurie وأخرى على باخرة لتحويلها إلى سفينة حربية. كانت الخطة الأولية هي الاستيلاء على بوأرنوا وشاتوغيه وla Prairie و S t -Jean وChambly وBoucherville وسوريل. كان على نيلسون، الذي يتولى قيادة 800 رجل، أن يصعد وادي ريشيليو للاستيلاء على سانت جان والتقدم إلى مونتريال. ستتعرض مونتريال وتروا ريفيير ومدينة كيبك لهجمات متتالية بالاعتماد على كميات متزايدة من القوى البشرية والأسلحة مع انضمام السكان إليها.
لم يسر شيئًا حسب الخطة. ففي مونتريال، استجابت السلطات بسرعة واعتقلت العديد من القادة المحليين. سار الوطنيون الآخرون، الذين يرون أن الأسلحة الموعودة لم تصل، إلى محمية كاناواكي الأصلية للاستيلاء على ترسانة السكان الأصليين. لقد فشلوا وسُجن الكثير لتسليمهم إلى البريطانيين. تم اعتراض سفينة أمريكية كانت تنقل أسلحة من قبل مجموعة من المتطوعين الموالين. تم الاستيلاء على أسلحة أخرى كانت مخبأة في روس بوينت في الولايات المتحدة من قبل السلطات الأمريكية. ولتخوفه من أن العملية كانت فاشلة، قاد[من؟] رجاله إلى أوديلتاون. وفي لاكول، قالت شائعة أن نيلسون حاول الهرب أثناء الليل فقط ليقبض عليه رجاله، وأقنعهم الطبيب بأنه كان يتفقد القوات فقط.
في 10 نوفمبر، هاجموا أوديلتاون. تم تعزيز الميليشيا الاستعمارية بسرعة واضطر المتمردون إلى الانسحاب. وبعد هزيمتهم، تراجعوا إلى الولايات المتحدة. لقد فر نيلسون نفسه قبل انتهاء المعركة.

### الخاتمة
في وقت لاحق من ذلك العام، التقى نيلسون بالعديد من قادة حركة الوطنيين بسوانتون في فيرمونت، وبدأ في التخطيط للمناوشات الحدودية لجر الولايات المتحدة إلى صراع مع الإمبراطورية البريطانية. ومع ذلك، دمرت معاهدة وبستر-أشبرتون عام 1842 الآمال الأخيرة في الحصول على المساعدة الأمريكية لتحرير الكنديين الفرنسيين من الاستعمار البريطاني. لقد رفض نيلسون العودة إلى كندا السفلى رغم العفو العام وبقي في الولايات المتحدة، مبتعدًا عن السياسة حتى وفاته في عام 1873 في جزيرة ستاتن.

## الإرث
شهدت كندا السفلى أثناء وبعد التمردات صعوبات كبيرة وقمعًا واستغلالًا استمر حتى الثورة الهادئة، بما في ذلك برنامج الاستيعاب المنهجي؛ الاستخدام الإلزامي للغة الإنجليزية في جميع الأمور العامة والأعمال؛ فضلًا عن الركود الاقتصادي. أدت التمردات إلى العديد من الصراعات وأبرزها 1845 مشروع قانون خسائر التمرد الذي أغضب الأورنجيين والمحافظين الناطقين بالانكليزية والذي حرق مبنى البرلمان في مونتريال بسببه، ثم أدى لبناء أوتاوا. انجذب عدد كبير من الناس إلى الوعد بحياة أفضل في الولايات المتحدة لتشكيل الغالبية العظمى من الجالية الفرنسية الأمريكية، التي تتركز في الغالب في الشمال الصناعي.
حظيت تمردات 1837 و1838 باهتمام متزايد في أعقاب ظهور حركة سيادة كيبك وما تزال العديد من رموزها تُستخدم اليوم لتمثيل قومية كيبيك. غالبًا ما طغى التمرد العام العنيف الذي وقع قبل عام  على محاولة الانفصال عام 1838.

## روابط خارجية
- سرد الأحداث (Republiquelibre.org (بالفرنسية))